# Biplan
Biplan — литовський музичний гурт, створений у 1995 році у Вільнюсі.

## Дискографія

### Студійні альбоми
- 1997: Banzai (англ.)
- 1998: Braškės (лит.)
- 1999: Блондинкам (рос.)
- 2000: Jazz'e tik merginos (лит.)
- 2001: В джазе только девушки (рос.)
- 2005: Chuligans (лит.)
- 2009: Nuodai. P. S. Lyg paskutinį kartą (лит.)
- 2012: Meilė (лит.)
- 2012: Плюс/Минус (рос.)
- 2014: Visi keliai veda prie jūros (лит.)

## Відеографія
| Рік        | Кліп                                        | Режисер                                                        | Склад                                                                          | Альбом                                      |
| ---------- | ------------------------------------------- | -------------------------------------------------------------- | ------------------------------------------------------------------------------ | ------------------------------------------- |
| 1997       | Someday (англ.)                             | Ряміґіюс Руокіс                                                | Максас Мялманас, Оляґас Аляксяявас, Артьомас Мішкінас, Вячяславас Аляксяявас   | Banzai                                      |
| 1998       | Labas rytas (лит.)                          | Донатас Ульвідас                                               | Максас Мялманас, Оляґас Аляксяявас, Артьомас Мішкінас, Вячяславас Аляксяявас   | Braškės                                     |
| 1999       | С добрым утром (рос.)                       | Марюс Каваляускас                                              | Максас Мялманас, Оляґас Аляксяявас, Артьомас Мішкінас, Вячяславас Аляксяявас   | Блондинкам                                  |
| 1999       | Šypsenos (лит.)(рос.)                       |                                                                | Максас Мялманас, Оляґас Аляксяявас, Артьомас Мішкінас, Вячяславас Аляксяявас   | Jazz'e tik merginos, В джазе только девушки |
| 2000       | Čiao Bambino (лит.)(рос.)                   |                                                                | Максас Мялманас, Оляґас Аляксяявас, Артьомас Мішкінас, Вячяславас Аляксяявас   | Jazz'e tik merginos, В джазе только девушки |
| 2002       | Sexodromai (англ.)                          |                                                                | Максас Мялманас, Оляґас Аляксяявас, Артьомас Мішкінас, Аляксандрас Казакявічюс | Chuligans                                   |
| 2004, 2005 | 1005 B (лит.)(рос.)                         | Рімас Бружас                                                   | Максас Мялманас, Оляґас Аляксяявас, Артьомас Мішкінас, Аляксандрас Казакявічюс | Chuligans                                   |
| 2006       | Šok ir nesustok (лит.)                      | Рімас Бружас                                                   | Максас Мялманас, Оляґас Аляксяявас, Аляксандрас Казакявічюс, Сяржас Ґрєюс      | Chuligans                                   |
| 2008       | Aš be tavęs ne aš (лит.)                    | Рімас Бружас                                                   | Максас Мялманас, Оляґас Аляксяявас, Аляксандрас Казакявічюс, Сяржас Ґрєюс      | Nuodai. P. S. Lyg paskutinį kartą           |
| 2011       | Tūkstančiai kelių (лит.)                    |                                                                | Максас Мялманас, Оляґас Аляксяявас, Аляксандрас Казакявічюс, Сяржас Ґрєюс      | Visi keliai veda prie jūros                 |
| 2012       | Meilė (лит.)                                | Biplan                                                         | Максас Мялманас, Оляґас Аляксяявас, Аляксандрас Казакявічюс, Сяржас Ґрєюс      | Meilė                                       |
| 2012       | Meilė (ArtG remix) (лит.)                   | Biplan                                                         | Максас Мялманас, Оляґас Аляксяявас, Аляксандрас Казакявічюс, Сяржас Ґрєюс      | Meilė                                       |
| 2012       | Plius/Minus (Viskas bus gerai) (лит.)(рос.) | Матвей Сабуров                                                 | Максас Мялманас, Оляґас Аляксяявас, Аляксандрас Казакявічюс, Сяржас Ґрєюс      | Meilė, Плюс/Минус                           |
| 2013       | Последний день на луне (рос.)               | Солвейґа Зубріцкєнє                                            | Максас Мялманас, Оляґас Аляксяявас, Аляксандрас Казакявічюс, Сяржас Ґрєюс      | Плюс/Минус                                  |
| 2013       | Amore (лит.)(рос.)(укр.)                    | Вайґінта Пяркаускаітє, (лит.) Саулюс Барадінскас, (рос.)(укр.) | Максас Мялманас, Оляґас Аляксяявас, Аляксандрас Казакявічюс, Сяржас Ґрєюс      | Visi keliai veda prie jūros                 |
| 2013       | O mes prie jūros (лит.)(укр.)               | Саулюс Барадінскас                                             | Максас Мялманас, Оляґас Аляксяявас, Аляксандрас Казакявічюс, Сяржас Ґрєюс      | Visi keliai veda prie jūros                 |
| 2014       | Iš taško A (лит.)                           | Піюс Вєбяріс, Рокас Шідейкіс                                   | Максас Мялманас, Оляґас Аляксяявас, Аляксандрас Казакявічюс, Сяржас Ґрєюс      | Visi keliai veda prie jūros                 |
| 2015       | Už laisvę! (лит.)                           | Рімас Бружас                                                   | Максас Мялманас, Оляґас Аляксяявас, Аляксандрас Казакявічюс, Сяржас Ґрєюс      | Visi keliai veda prie jūros                 |